# Православное кладбище на улице Огродовой

Схема кладбища

Православное кладбище на улице Огродо́вой (пол. Cmentarz prawosławny przy ulicy Ogrodowej) — православный некрополь, находящийся в городе Лодзь на улице Огродовой. Входит в состав комплекса под названием Старое кладбище. Кладбище внесено в реестр охраняемых памятников Лодзинского воеводства. Принадлежит приходу церкви святого Александра Невского.

## История
Кладбище было основано в 1855 году. Первоначально оно имело площадь 0,7 гектаров и на нём хоронились военнослужащие российской армии и полицейские. В последующие годы на нём стали хоронить членов местной православной общины. В 1886 году на территории кладбища была построена часовня святого Алексея. В 1988 году площадь кладбища была увеличена на 0,2 гектара. С 1970 года на кладбище стали хоронить католиков. Это было связано с тем, что после 1918 года большинство русских переехали в Россию и на кладбище осталась незаполненная территория.
16 сентября 1980 года кладбище было внесено в реестр охраняемых памятников Лодзинского воеводства (№ А/275).

## Достопримечательности
- Часовня святого Алексея;
- Часовня Воскресения Господня.

## Известные личности, похороненные на кладбище
- Де Лазари, Ия (1921—1994) — польский философ, профессор Лодзинского университета.
- Де Лазари, Константин Николаевич (1869-1930) — польский фотограф.
- Поволоцкий, Сергей Георгиевич (1908—1994) — русский писатель.